# Acetre (banda)
Acetre es un grupo español de música folk, proveniente de Extremadura.
Recibe su nombre del acetre o vasija pequeña tradicional.

## Historia
Se formó en el año 1976 en la localidad pacense de Olivenza, punto de encuentro entre la cultura lusa y la extremeña. Uniendo en un mismo proyecto influencias de perantonis, arvolás, pindongos, verde-gaios, fados y corridinhos, los oliventinos se convirtieron en un punto de referencia de la música tradicional en Extremadura. Se estrenaron en el mundo discográfico nueve años después, en 1985, con el disco Extremadura en la frontera.
Acetre ha participado en multitud de festivales y encuentros de música tradicional, así como programas radiofónicos y televisivos. Además, tuvo parte en la banda sonora de la película de animación La leyenda del unicornio y el cortometraje Cualquier tiempo pasado…..

## Premios
- Premio Nacional de Interpretación en el X Festival nacional de música Folk de Tarifa (1986).
- Premio Nacional de Investigación en el XI Festival nacional de música Folk de Tarifa (1987)
- Mejor grupo de Folk nacional. Radio Nacional de España (2003).
- Premio Extremadura a la creación artística (compartido). (2000).
- Premio Extremeños de HOY (2002).
- Medalla de Extremadura (2016)

## Discografía
- Extremadura en la frontera (1985)
- Ramapalla (1987)
- Acetre (1989)
- De maltesería (1994)
- Canto de gamusinos (1999)
- Barrunto (2003)
- Dehesario (2007)
- Arquitecturas rayanas (2011)
- Aniversario (2017)
- A la casa de las locas (2021)